# 江東城の戦い
江東城の戦い（カンドンソンのたたかい）は、1219年にモンゴル帝国・東夏国（大真国）・高麗国の連合軍が高麗国領に侵攻していた後遼政権を滅ぼした戦い。モンゴル帝国と高麗国が始めて公的に接触した事件でもあり、この戦闘を経てモンゴル帝国と高麗国は一時的にではあるが友好的な関係を築いた。

## 背景
1211年よりモンゴル軍の侵攻を受けた金朝は長城以北の統制を失い、1213年には耶律留哥が「遼王」を称して遼東地方で自立した。耶律留哥はモンゴル帝国の傘下に入って庇護を得たものの、モンゴルに従属することに不満を抱いた耶律廝不が耶律乞奴・耶律金山・耶律青狗・耶律統古与らに推されて1216年に自立した。耶律廝不は耶律留哥と同じく「遼」を国号としたが、この政権は耶律留哥の遼（東遼）などと区別するために、一般に「後遼」と呼ばれる。
皇帝を称した耶律廝不は国家制度を整えたものの、即位から僅か70日余りで内紛にあって殺されたため、丞相の地位にあった耶律乞奴が監国として国政を預かり、元帥の鵝児とともに兵民を左翼・右翼に分けて高麗との国境に近い開州（現在の鳳城市）・保州（現在の義州郡）に駐屯した。
これに対し、金朝は蓋州の守将の衆家奴を派遣して後遼政権を攻撃し、また耶律留哥もモンゴル兵数千を借りて後遼軍を破った。挟み撃ちにあった後遼政権は東南方に逃れて高麗国に侵入したが、そこで更に内紛を繰り返し、耶律金山・耶律統古与らが殺された後に国王となった耶律喊舎が最終的に後遼の支配権を握ることになった。しかし、後遼政権が金朝・モンゴル・東真国・高麗といった周辺諸国全てを敵に回して孤立状態にあることは変わらず、追い詰められた後遼政権を最終的に滅亡に至らしめたのが江東城の戦いであった。

## 概要
1218年4月、契丹兵は更に南下して清川江・大同江流域に進出したため、高麗側は新たに金君綏を趙沖の代わりに西北面兵馬使とした。この年、契丹兵の行動範囲は更に広がり、楊州（雲山郡・博川郡の間）を侵掠し、谷州（黄海道の東端）で高麗軍と戦った。一方、趙沖は諸道の兵を集めて将軍の李敦守・金季鳳らとともに契丹兵を討ち、「賊の首魁（＝喊舎）」は退却して江東城に入った。
同年末の12月、突如として高麗の東北国境から「モンゴル（蒙古）元帥」の哈真と札剌率いるモンゴル帝国軍1万・蒲鮮万奴が派遣した完顔子淵率いる東夏国軍2万の連合軍が現れ、高麗国に協力して「丹賊（＝後遼政権）」を討伐することを申し出た。この頃、天候は大雪となったためにモンゴル・東夏国連合軍は兵站の確保に苦労し、後遼政権の拠る江東城を攻めあぐねた。そこで、哈真は通訳の趙仲祥と徳州から伴っていた進士の任慶和を高麗軍の指揮官の趙沖の下に派遣し、「皇帝（＝チンギス・カン）は契丹兵が爾の国に逃れ今や三年になるも、未だ掃滅することができないため、兵を派遣してこれを討伐しようとしている。爾の国がただ兵糧を支援してくれれば、足りないものはない」と申し送り、また「皇帝は『賊（後遼）を破った後、約して兄弟の関係を結ばん』と命じている」とも伝えている。趙沖は尚書省の許可を得た上で中軍の判官金良鏡に米一千石を輸送させ、これを迎えたモンゴル・東夏国の両元帥は宴を設けた上で「両国が兄弟の関係を結んだこと、国王に報告して文牒を受けたならば、我らはそれを皇帝の下に報告しよう」と述べている。
数度のやり取りを経て高麗軍とモンゴル・東夏国連合軍は協力して江東城を攻めることを約し、南門から東南門をモンゴル軍を率いる哈真が、西門から北を東夏国軍を率いる完顔子淵が、東門から北を高麗軍を率いる金就礪が担当することが決められた。モンゴル・東夏国・高麗国連合軍の威容を見た後遼軍は戦わずして戦意を喪失し、40名余りが城を出てモンゴル軍に降ったため、敗北を悟った「賊の首魁たる喊舎王子（賊魁喊舎王子）」は自ら首を括り1219年正月14日に江東城は陥落した。後遼に属する官人・軍卒・婦女5万人余りは城を開いて投降し、これを受けた哈真らは喊舎の妻子及び丞相・平章ら高官100名余りを処刑したほかは命を取らず捕虜とし、これを以て後遼は滅びた。

## 戦後
1219年よりチンギス・カンが西方遠征を始め、モンゴル軍の大部分が東アジアを離れたこともあり、1220年代の東北アジアでは東夏国・高麗国・遼東の金朝残存勢力が並立する状況が定着した。江東城の戦いを経てモンゴル帝国と友好関係を樹立した高麗国は、毎年互いに使者を派遣することを約し、使者は必ず「万奴之地（東夏国）」を通過するよう取り決められていた。
ところが、1224年正月に東夏国は高麗に使者を派遣し、二通の国書をもたらした。一通には「モンゴルのチンギス・カンは絶域に赴いて所在が知れず、［モンゴル本土に残ったチンギスの末弟の］オッチギンは貪暴不仁であり、［東夏国はモンゴル帝国との］旧好を既に絶った」と記され、もう一通には榷場（交易管理所）を互いに設置することの要求が記されていた。これを受けてモンゴル帝国の使者古与らは従来の東夏国領を通るルートではなく鴨緑江下流域を越えて高麗国内に入ったが、1225年正月の帰路にて盗賊によって殺害されてしまった。この一件を経てモンゴル帝国・東夏国・高麗国の関係は悪化し、定期的な使者のやり取りは途絶え、蒲鮮万奴はしばしば高麗に出兵するようになった。1225年8月には朔州を、1227年9月には定州・長州を、1228年7月には長平鎮を、それぞれ東夏国の兵が侵掠している。1229年2月には東夏国より高麗に講和の使者が出されたが、交渉は失敗に終わり再び高麗領和州が掠奪を受けた。この間、蒲鮮万奴が高麗国に語ったようにモンゴル帝国ではチンギス・カンが常に西方で遠征の途上にあり、モンゴル軍は遼東方面にはほとんど介入することがなかった。しかし、チンギス・カンが死去しその息子のオゴデイを中心とする新たな体制がモンゴルで発足すると、東夏国と高麗国は再びモンゴル軍の侵攻に晒されることとなる。